# Serenata n.º 7 (Mozart)
La Serenata para orquesta en re mayor, K. 250/248b, también conocida como Serenata Haffner, es una serenata de Wolfgang Amadeus Mozart. Recibe el sobrenombre de la familia Haffner.

## Sobrenombre
El amigo y contemporáneo de Mozart Sigmund Haffner
le encargó la obra con la intención de emplearla en el curso de las festividades previas a la boda de su hermana Marie Elisabeth Haffner y su futuro esposo, Franz Xaver Spaeth. En efecto, la serenata fue interpretada por primera vez el 21 de julio de 1776 en la víspera del casamiento.

## Estructura
Consta de ocho movimientos:
- I. Allegro maestoso - Allegro molto
- II. Andante
- III. Menuetto
- IV. Rondeau: Allegro
- V. Menuetto galante
- VI. Andante
- VII. Menuetto
- VIII. Adagio - Allegro assai

El segundo, tercer y cuarto movimientos se caracterizan por los prominentes solos de violín. De hecho, el rondeau (cuarto movimiento) ha sido arreglado para violín solo y empleado como popular pieza de virtuosismo. La interpretación de la obra suele durar unos cincuenta y cinco minutos.